# توم درنیس
توم درنیس (انگلیسی: Tom Dernies؛ زادهٔ ۲۲ نوامبر ۱۹۹۰) دوچرخه‌سوار اهل بلژیک است.
از باشگاه‌هایی که در آن بازی کرده‌است می‌توان به دابلیوبی ورانکلاسیک آکوا پروتکت اشاره کرد.